# Ivo Lhotka Kalinski
Ivo Lhotka Kalinski, hrvaški skladatelj, * 30. julij 1913, Zagreb, † 29. januar 1987, Zagreb, Hrvaška.
Ivo je bil sin skladatelja Frana Lhotke. Glasbeno izobrazbo je pridobil na konservatorijih v Zagrebu in Rimu.

## Delo
V njegovem opusu zavzemajo vodilno vlogo opere.
Opere (izbor)
- Pomet, meštar od ženidbe (1944)
- Matija Gubec (1948)
- Pepelka (1953)
- Analfabet (1954)
- Potovanje (1957)
- Gumb (1958)